# Air Hong Kong
Air Hong Kong, 香港華民航空, är det enda rena fraktflygbolaget baserat i Hongkong och har sin bas på Hong Kong International Airport. Bolaget grundades 1986 och började att flyga i februari 1988. Det ägs av Cathay Pacific (60 procent) och DHL International GmbH (40 procent).

## Destinationer[1]
- Pekings internationella flygplats
- Chūbu Centrairs internationella flygplats
- Hong Kong International Airport
- Incheons internationella flygplats
- Kansais internationella flygplats
- Naritas internationella flygplats
- Ninoy Aquinos internationella flygplats
- Shanghai Pudong International Airport
- Singapore Changi Airport
- Bangkok-Suvarnabhumis flygplats
- Taiwan Taoyuan International Airport

## Flotta
Flottan består av nio Airbus A300-600F och två Airbus A330- 200F